# PostFinance Top Scorer

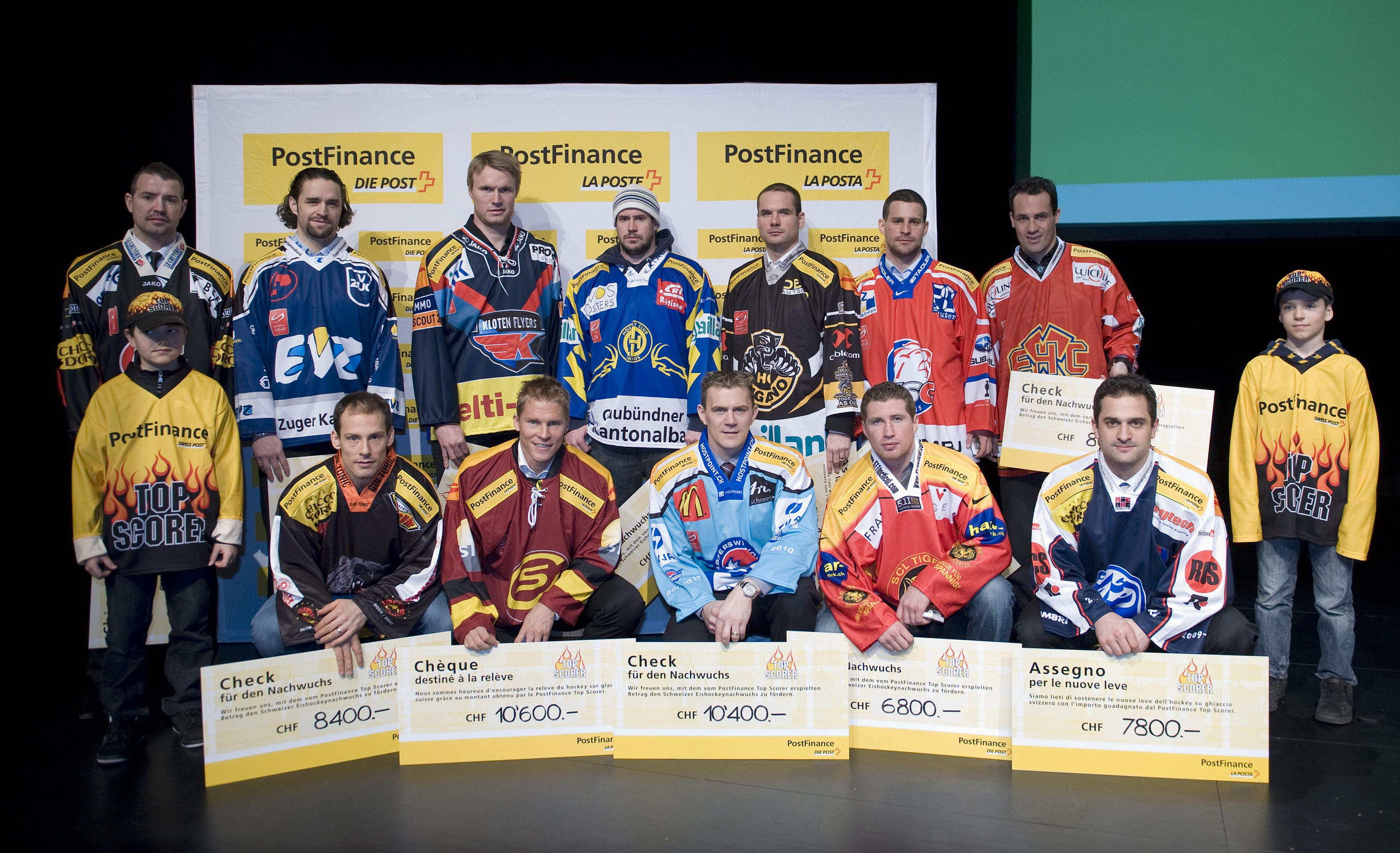
Die zwölf Topscorer der National League A bei der Ehrung 2009/10.

Als PostFinance Top Scorer wird am Saisonende der Eishockeyspieler ausgezeichnet, welcher in der Schweizer National League (ehemals National League A) und Swiss League (National League B) während der Hauptrunde die meisten Scorerpunkte, also Tore und Assists, für seine Mannschaft erzielt hat. Der aktuelle Topscorer einer Mannschaft trägt bei allen Meisterschaftsspielen einen gelben Flammenhelm und ein ebensolches Flammentrikot. Der Topscorer der gesamten Liga wird nach den Qualifikationsspielen zum PostFinance Top Scorer der jeweiligen Liga gekürt.

## Zweck
Das «PostFinance Top Scorer»-Konzept wurde in der Saison 2002/03 eingeführt. Damit will PostFinance den Nachwuchs im Schweizer Eishockey direkt und nachhaltig fördern. Pro eingespielten Punkt seines PostFinance Top Scorers erhält die Nachwuchsabteilung jedes Clubs 300 Franken (National League) beziehungsweise 200 Franken (Swiss League).
Den gleichen Betrag erhält die Swiss Ice Hockey Association von PostFinance für ihre Nachwuchsmannschaften. Die «PostFinance Top Scorer»-Prämien sind zweckgebunden und dürfen ausschliesslich für die Talentförderung und Ausbildung im Nachwuchsbereich verwendet werden. Durch das «Top Scorer»-Engagement von PostFinance wurde der Schweizer Eishockey Nachwuchs seit 2002 mit rund 6 Millionen Franken (Stand 2019) unterstützt.

## Titelträger
| Saison  | Name                 | Verein                    | Punkte | Betrag (in CHF) |
| ------- | -------------------- | ------------------------- | ------ | --------------- |
| 2024/25 | Austin Czarnik       | SC Bern                   | 56     | 16'800          |
| 2023/24 | Marcus Sörensen      | Fribourg-Gottéron         | 63     | 18'900          |
| 2022/23 | Roman Červenka       | SC Rapperswil-Jona Lakers | 59     | 17'700          |
| 2021/22 | Roman Červenka       | SC Rapperswil-Jona Lakers | 64     | 19'200          |
| 2020/21 | Jan Kovář            | EV Zug                    | 63     | 18'900          |
| 2019/20 | Pius Suter           | ZSC Lions                 | 53     | 15'900          |
| 2018/19 | Dominik Kubalík      | HC Ambrì-Piotta           | 57     | 17'100          |
| 2017/18 | Dustin Jeffrey       | HC Lausanne               | 57     | 17'100          |
| 2016/17 | Mark Arcobello       | SC Bern                   | 55     | 11'000          |
| 2015/16 | Pierre-Marc Bouchard | EV Zug                    | 67     | 13'400          |
| 2014/15 | Fredrik Pettersson   | HC Lugano                 | 69     | 13'800          |
| 2013/14 | Matthew Lombardi     | Genève-Servette HC        | 50     | 10'000          |
| 2012/13 | Linus Omark          | EV Zug                    | 69     | 13'800          |
| 2011/12 | Damien Brunner       | EV Zug                    | 60     | 12'000          |
| 2010/11 | Glen Metropolit      | EV Zug                    | 53     | 10'600          |
| 2009/10 | Randy Robitaille     | HC Lugano                 | 65     | 13'000          |
| 2008/09 | Juraj Kolník         | Genève-Servette HC        | 72     | 14'400          |
| 2007/08 | Erik Westrum         | HC Ambrì-Piotta           | 72     | 14'400          |
| 2006/07 | Simon Gamache        | SC Bern                   | 66     | 13'200          |
| 2005/06 | Glen Metropolit      | HC Lugano                 | 66     | 13'200          |
| 2004/05 | Randy Robitaille     | ZSC Lions                 | 67     | 13'400          |
| 2003/04 | Ville Peltonen       | HC Lugano                 | 72     | 14'400          |
| 2002/03 | Petteri Nummelin     | HC Lugano                 | 57     | 11'400          |